# Aleksandr Bološev
Aleksandr Aleksandrovič Bološev (in russo Александр Александрович Болошев?; Ėlektrogorsk, 12 marzo 1947 – Volgograd, 16 luglio 2010) è stato un cestista e allenatore di pallacanestro sovietico, dal 1991 russo.

## Carriera
Ha militato per la gran parte della sua carriera da giocatore nella Dinamo di Mosca. Nella Nazionale di pallacanestro dell'Unione Sovietica vinse la medaglia d'oro alle Olimpiadi di Monaco di Baviera del 1972 dopo una famosa finale contro gli Stati Uniti d'America.